# Павлово-Скоцьке
Павлово-Скоцьке (пол. Pawłowo Skockie, нім. Fohlendorf) — село в Польщі, у гміні Скоки Вонґровецького повіту Великопольського воєводства.
Населення — 412 осіб (2011).
У 1975-1998 роках село належало до Познанського воєводства.

## Демографія
Демографічна структура станом на 31 березня 2011 року:
|          | Загалом | Допрацездатний вік | Працездатний вік | Постпрацездатний вік |
| -------- | ------- | ------------------ | ---------------- | -------------------- |
| Чоловіки | 213     | 47                 | 153              | 13                   |
| Жінки    | 199     | 46                 | 113              | 40                   |
| Разом    | 412     | 93                 | 266              | 53                   |